# Agathe Rousselle
Agathe Rousselle (Francia, 14 giugno 1988) è un'attrice francese.

## Biografia
Diventa nota al grande pubblico grazie al ruolo di protagonista inTitane con cui ha vinto diversi premi tra cui la palma d'oro al Festival di Cannes 2021.

## Filmografia

### Lungometraggi
- Titane, regia di Julia Ducournau (2021)
- Il profumo dell'oro, regia di Jérémie Rozan (2023)

### Cortometraggi
- La voix de Kate Moss (2013)
- 5 vagues de l'avenir (2015) - documentario
- Looking for the Self (2019)
- Loving (2020)